# نهر جامانكس
نهر جامانكس (Rio Jamanxim) هو نهر من ولاية بارا في شمال وسط البرازيل . نشأ في سيرا دو كاشيمبو، وهو أحد روافد تاباجوس، حيث يتدفق على بعد بضعة كيلومترات من إيتيتوبا.

## مسار
يتدفق النهر عبر منطقة غابات تاباجوس شينغو الرطبة البيئية. يتدفق عبر غابة إيتايتوبا الوطنية ، وهي منطقة محمية للاستخدام المستدام تبلغ مساحتها 220639 هكتارًا (545،210 فدانًا) تم إنشاؤها في عام 1998. يحتوي حوض النهر أيضًا على جزء من 538151 هكتارًا (1.329.800 فدان) حديقة ريو نوفو الوطنية ، وهي وحدة حماية تم إنشاؤها في عام 2006.

## القدرة الكهرومائية
تم تقييم إمكاناتها الكهرومائية، إلى جانب إمكانات تاباجوس ، من قبل سلطة الطاقة الإقليمية، وتحديد تسعة مواقع سدود محتملة، بما في ذلك أربعة على طول جامانكسيم. في كاتشويرا دوس باتوس (تقدر ب 28 ميغاواط) ؛ كاشويرا دو كاي (المقدرة بـ 802 ميجاوات) ؛ في جارديم دو أورو وفي جامانكسيم (تقدر بنحو 881 ميجاوات). إذا تم تشييد جميع هذه السدود ، فستغرق هذه السدود ما مجموعه 103700 هكتار ، بما في ذلك 33216 هكتارًا من حديقة جامانكسيم الوطنية و 25849 هكتارًا من غابات جامانكسيم وإيتايتوبا 1 وإيتايتوبا 2 وألتاميرا الوطنية.